# Потерянный (остров)
Поте́рянный — остров архипелага Северная Земля. Административно относится к Таймырскому Долгано-Ненецкому району Красноярского края.

## Расположение
Расположен в Карском море в центральной части архипелага в центральной части пролива Красной Армии, на стыке последнего с проливом Юным на расстоянии чуть менее километра от северо-западного побережья острова Октябрьской Революции приблизительно посередине между мысами Октябрьский (4,3 км к северу) и Советский (3,8 км к югу). В 9 километрах к западу от Потерянного лежит остров Пионер, а в 6,5 километрах к северу — острова Известняковые.

## Описание
Имеет неровную, слегка вытянутую вдоль побережья острова Октябрьской Революции форму с небольшим заливом в западной части. Длина острова составляет около 1,2 километра, ширина — около 1 километра в широкой северной части. Берега пологие, ровные. Существенных возвышенностей нет, наивысшая точка острова — всего 7 метров. Глубина моря у берегов Потерянного достигает 10 метров.

## Топографические карты
- Лист карты T-46-IV,V,VI ледн. Альбанова. Масштаб: 1 : 200 000. Состояние местности на 1984-1988 год. Издание 1992 г.